# Gedsted
Gedsted ist eine dänische Ortschaft mit 857 Einwohnern (Stand 1. Januar 2023) im westlichen Himmerland. Die Ortschaft ist seit der Kommunalreform 2007 Bestandteil der Vesthimmerlands Kommune in der Region Nordjylland. Zuvor war sie Bestandteil der Aalestrup Kommune im Amt Viborg. 
Gedsted liegt etwa elf Kilometer westlich von Aalestrup, etwa elf Kilometer südlich von Farsø und etwa 30 km nördlich von Viborg.
In der Gedsted Meierei wird der Blauschimmelkäse Blaue Kornblume hergestellt.